# Lista de membros titulares da Academia Brasileira de Ciências empossados em 2015
Esta lista contém os nomes dos membros titulares da Academia Brasileira de Ciências empossados em 2015.
| Imagem | Nome                               | Datas de nascimento e falecimento           | Local de nascimento | Área de especialização | Alma mater                         | Data de posse      | Conhecido por | Referências       |
| ------ | ---------------------------------- | ------------------------------------------- | ------------------- | ---------------------- | ---------------------------------- | ------------------ | --- | ----------------- |
|        | Aldo Felix Craievich               | 21 de fevereiro de 1939 24 de abril de 2023 | Argentina           | Ciências Físicas       | Instituto Balseiro, Argentina      | 05 de maio de 2015 | Co-Editor do en:Journal of Synchrotron Radiation (2009); Diretor científico LNLS (1987-97). | [ 2 ] [ 3 ] [ 4 ] |
|        | André Nachbin                      | 08 de agosto de 1957                        |                     | Ciências Matemáticas   | UFRJ                               | 05 de maio de 2015 | | [ 5 ]             |
|        | Antonio Marcus Nogueira Lima       | 15 de março de 1958                         | Recife, PE          | Ciências da Engenharia | UFPB                               | 05 de maio de 2015 | | [ 6 ]             |
|        | Edson Hirokazu Watanabe            | 07 de novembro de 1952                      |                     | Ciências da Engenharia | UFRJ                               | 05 de maio de 2015 | | [ 7 ]             |
|        | Francisco José Lima Aragão         | 07 de novembro de 1964                      |                     | Ciências Agrárias      | UnB                                | 05 de maio de 2015 | | [ 8 ]             |
|        | Gilson Rogério Zeni                | 01 de novembro de 1970                      |                     | Ciências Químicas      | UFSM                               | 05 de maio de 2015 | | [ 9 ]             |
|        | Helio Chacham                      | 07 de setembro de 1959                      |                     | Ciências Físicas       | UFMG                               | 05 de maio de 2015 | | [ 10 ]            |
|        | Iscia Teresinha Lopes Cendes       | 04 de abril de 1964                         |                     | Ciências da Saúde      | UNICAMP                            | 05 de maio de 2015 | | [ 11 ]            |
|        | José Eduardo Tanus dos Santos      | 01 de novembro de 1965                      |                     | Ciências Biomédicas    | UFSM                               | 05 de maio de 2015 | | [ 12 ]            |
|        | Livio Amaral                       | 04 de setembro de 1951                      |                     | Ciências Físicas       | UFRGS                              | 05 de maio de 2015 | | [ 13 ]            |
|        | Marcio de Castro Silva Filho       | 10 de novembro de 1960                      |                     | Ciências Agrárias      | UFLA                               | 05 de maio de 2015 | Editor Chefe da revista Genetics and Molecular Biology (2011 - 2012) | [ 14 ]            |
|        | Marcus Lira Brandão                | 12 de julho de 1951 06 de julho de 2022     |                     | Ciências Biomédicas    | UFES                               | 05 de maio de 2015 | Fundador do Instituto de Neurociências e Comportamento (INec). Autor do livro 'Psicofisiologia' (Atheneu-RJ) e co-organizador do livro 'Neurobiologia das doenças mentais' (Lemos Editorial & Gráficos-SP). | [ 15 ] [ 16 ]     |
|        | Marlene Benchimol                  | 11 de novembro de 1947                      |                     | Ciências Biológicas    | UFRJ                               | 05 de maio de 2015 | | [ 17 ]            |
|        | Martin Tygel                       | 22 de setembro de 1946                      |                     | Ciências da Terra      | UERJ                               | 05 de maio de 2015 | | [ 18 ]            |
|        | Mercedes Maria da Cunha Bustamante | 24 de setembro de 1963                      | Chile               | Ciências da Terra      | UERJ                               | 05 de maio de 2015 | É membro do Painel Brasileiro de Mudanças Climáticas, co-coordenadora do seu Comitê Científico. | [ 19 ]            |
|        | Miguel Trefaut Urbano Rodrigues    | 04 de outubro de 1953                       |                     | Ciências Biológicas    | Université de Paris VII, França    | 05 de maio de 2015 | Está entre os 40 taxonomistas do mundo (apenas 6 deles vivos) que mais descreveram espécies de répteis válidas desde Lineu (1758). Sete táxons foram descritos em sua homenagem.                            | [ 20 ]            |
|        | Naercio Aquino Menezes Filho       | 01 de janeiro de 1962                       |                     | Ciências Sociais       | USP                                | 05 de maio de 2015 | | [ 21 ]            |
|        | Paulo Hilário Nascimento Saldiva   | 12 de julho de 1954                         | São Paulo, SP       | Ciências da Saúde      | USP                                | 05 de maio de 2015 | | [ 22 ]            |
|        | Ulf Friedrich Schuchardt           | 30 de abril de 1946                         |                     | Ciências Químicas      | Universidade de Marburgo, Alemanha | 05 de maio de 2015 | | [ 23 ]            |
|        | Vyacheslav Futorny                 | 03 de junho de 1961                         |                     | Ciências Matemáticas   | Universidade de Kiev               | 05 de maio de 2015 | Foi editor-chefe de São Paulo Journal of Mathematical Sciences. | [ 24 ]            |
|        | William Ernest Magnusson           | 21 de novembro de 1952                      | Austrália           | Ciências Biológicas    | Universidade de Sydney, Austrália  | 05 de maio de 2015 | | [ 25 ]            |